# Ice Runway

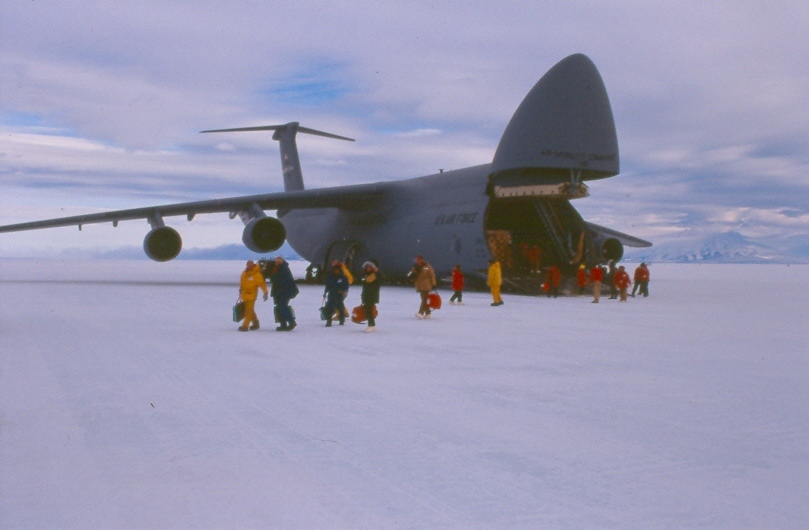
Un C-5 Galaxy sur la piste en train d'être vidé de son cargo

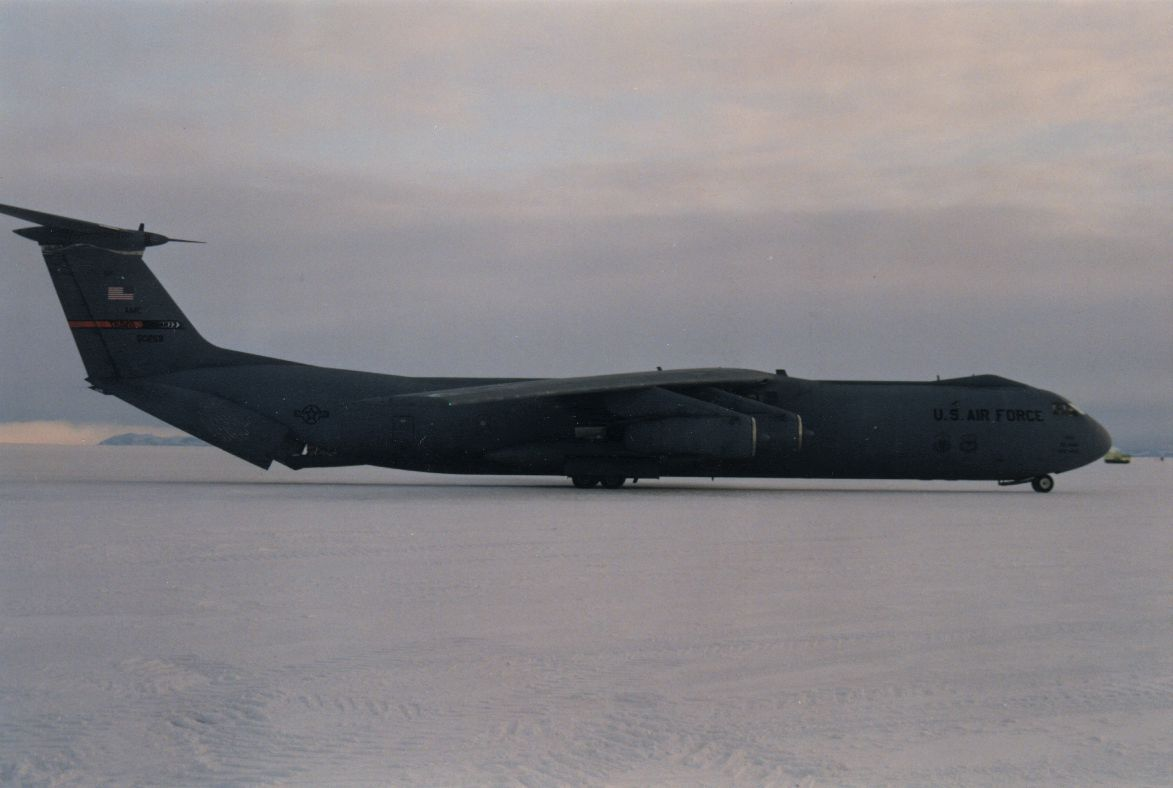
C-141 Starlifter sur la piste

Ice Runway (code OACI : NZIR), littéralement « piste de glace » car construite sur la banquise, est la principale piste d'atterrissage utilisé par le United States Antarctic Program pendant l'été austral à cause de sa proximité avec la base antarctique McMurdo. Les deux autres pistes utilisées sont Williams Field (code OACI : NZWD) et Pegasus Field (code OACI : NZPG).
La piste peut accueillir des avions à roues, dont des Lockheed C-5 Galaxy, Lockheed C-141 Starlifter, McDonnell Douglas C-17 Globemaster III, Lockheed C-130 Hercules et Lockheed P-3 Orion.
Cette piste est reconstruite au début de chaque saison et utilisée jusqu'au début décembre quand la glace de mer commence à se détacher. Pendant cette période les vols atterrissent à Williams Field ou Pegasus Field. Des pilotes de C-17 Globemaster ont raconté que la surface est stable, un peu comme atterrir sur du béton. Toutefois, les similarités avec les atterrissages « classiques » se terminent quand l'avion s'arrête. En effet, l'avion s'enfonce de quelques centimètres dans la glace en raison de son poids. Un laser est fixé sur l'avion pour mesurer le taux d'enfoncement. Si ce taux atteint les 25,4 cm, les avions sont déplacés vers de la banquise plus stable par mesure de sécurité,[réf. nécessaire].